# Miernów
Miernów – wieś sołecka w Polsce położona w województwie świętokrzyskim, w powiecie pińczowskim, w gminie Złota.
| SIMC    | Nazwa      | Rodzaj    |
| ------- | ---------- | --------- |
| 0280407 | Mały Dołek | część wsi |

W latach 1975–1998 miejscowość administracyjnie należała do województwa kieleckiego.
Od 1946 r. funkcjonuje remiza Ochotniczej Straży Pożarnej.

## Historia
Pochodzenie nazwy nie jest przez językoznawców dokładnie określone. Wywodzą ją od słowa mierny (słaby). 

Pierwsza wzmianka pochodzi z 1470 roku (Myernów). Przynajmniej od połowy XV wieku była to wieś królewska należąca do parafii Probołowice. Opisuje ją Jan Długosz. Zapisał on iż był tu folwark królewski i karczma.
Do 1795 roku była to wieś królewska .
Z opisu lustracyjnego z 1564 roku wiadomo się, że we wsi mieszkało jedenastu osiadłych kmieci na pięciu i pół łana ziemi. Płacili wtedy po dwa floreny podatku rocznie. Oddawano też dla władz królewskich podatek w formie: kur, sera i jaj. We wsi była też karczma z kawałkiem ziemi. Lustratorzy zapisali ponadto, że na przejazd królewski dają owsa, jak insze wsi .
Według lustracji 1661 roku, było pięciu kmieci (był to czas po „potopie” szwedzkim) płacących po 6 florenów podatku. Płacili też podatek w owsie i po kopie jaj rocznie. We wsi już nie zanotowano karczmy ani młyna (który zapewne był na początku XVII wieku). Wieś dzierżawili Stanisław Rogowski i jego żona Elżbieta. Dzierżawa była ustanowiona przez przywilej królewski z 7 IV 1653 roku wydany przez królową Ludwikę Marię.
Kolejną lustrację przeprowadzono w 1789 roku. Lustratorzy zapisali w tej wsi jest ról kmiecych 14, w których zastaliśmy gospodarzy siedemnastu. Płacili oni czynszu po 3 złote od roli, po 8 sztuk jaj i 2 korce owsa rocznie. We wsi mieszkało też czterech zagrodników, jeden chałupnik i dwóch czynszowników. Zanotowano też, że we wsi jest karczma z drzewa na węgieł budowana, słomą poszyta w tej izba szykowna z komorą.
Granice tej wsi ze Stawiszycami szlachecką, Będziakami wsią królewską, Soboszowem, Probołowicami i Pełczyskami wsiami szlacheckimi. O granic tej wsi nie masz żadnych kontrowersyi .
W 1827 roku była to już wieś rządowa licząca 25 domów i 106 mieszkańców. W XIX wieku była tu szkoła początkowa.
W czasie okupacji niemieckiej mieszkająca we wsi rodzina Tarabułów udzieliła pomocy Halinie Fiszer. W 1985 roku Instytut Jad Waszem podjął decyzję o przyznaniu Anieli Goldschmidt z d. Tarabuła i Leonii Tarabuła tytułu Sprawiedliwych wśród Narodów Świata.

## Archeologia
W północnej części Miernowa, na grzbiecie lessowego wzniesienia wyciągniętego w linii wschód-zachód, znajdują się dwa kurhany położone ok. 1 km od siebie. Pochodzą z epoki brązu (ok. 1450-1200 lat p.n.e.), zaliczone do kultury trzcinieckiej. W mniejszym (wysokość ok. 3 m, średnica podstawy ok. 18 m) znaleziono pochówek zbiorowy o mieszanym rytuale (pochówek ciałopalny kobiety i dwojga dzieci oraz szkielety trzech mężczyzn), w większym (wysokość ok. 3,6 m, średnica u podstawy ok. 20 m) pochówek symboliczny, zawierający tylko 2 naczynia gliniane. W obu kurhanach groby centralne przykryte były drewnianymi belkami. Pod grobami kultury trzcinieckiej znajdowały się starsze od nich i znacznie mniejsze kurhany z czasów młodszego neolitu (2600-1800 p.n.e.), w których znaleziono, podczas wykopalisk archeologicznych, naczynia zaliczane do kultury ceramiki sznurowej. Pod mniejszym znajdował się pochówek jednej osoby.
Wykopaliska przeprowadziła w latach sześćdziesiątych i siedemdziesiątych XX wieku ekspedycja Zespołu Badań nad Polskim Średniowieczem UW i PW, kierowana przez Andrzeja Kempistego, która badała przynależność kulturową kopców, znajdujących się w północno-wschodniej części lessów podkrakowskich, gdzie znajduje się m.in. Miernów. Po zakończeniu wykopalisk oba kurhany zrekonstruowano.